# سیتروئن سارا پیکاسو
سیتروئن سارا پیکاسو (به انگلیسی:Citroën Xsara Picasso) یک خودروی پنج در کامپکت ام‌پی‌وی بود که از سال ۱۹۹۹ تا ۲۰۱۰ توسط سیتروئن تولید می‌شد. این خودرو در اصل الهام گرفته از مدل مفهومی سیتروئن ایکس آنائی در سال ۱۹۹۴ بود که ۵ سال بعد از معرفی مدل کانسپت رونمایی شد. این خودرو به واسطه بدنه تخم مرغی شکلش موفقیت‌های فراوانی بدست آورد ولی نهایتاً در سال ۲۰۱۰ تولید آن متوقف و به جای آن سیتروئن سی۴ پیکاسو عرضه شد. بیش از ۱۷۰۰۰۰۰ نمونه از این خودرو تولید شده‌است.
نام این خودرو از پیکاسو نقاش معروف اسپانیایی گرفته شده‌است.

## تولید و فروش
| سال  | تولید | فروش   | یادداشت                             |
| ۲۰۰۹ | ن/م   | ۵۴٬۰۰۰ |                                     |
| ۲۰۱۰ | ن/م   | ۳۸٬۲۰۰ | مجموع فروش به ۱٬۷۳۶٬۷۲۷ واحد رسید.  |
| ۲۰۱۱ | ۸٬۳۲۵ | ۸٬۴۴۴  | مجموع تولید به ۳٬۳۶۲٬۱۵۴ واحد رسید. |
| ۲۰۱۲ | ن/م   | ۴٬۰۰۰  |                                     |

## موتورها
| کد   | موتور | حجم     | قدرت                                    | توان                                           | ۰–۱۰۰ کیلومتر بر ساعت (۰–۶۲ مایل بر ساعت) | نهایت سرعت                             | CO2 emission (g/km) |
| ---- | ----- | ------- | --------------------------------------- | ---------------------------------------------- | ----------------------------------------- | -------------------------------------- | ------------------- |
| 1.6i | i4    | 1587 cc | ۹۴ اسب بخار (۷۰ کیلووات) at 5,700 rpm   | ۱۳۵ نیوتن متر (۱۰۰ پوند نیرو-فوت) at 3,000 rpm | 15.0 s                                    | ۱۰۶ مایل بر ساعت (۱۷۱ کیلومتر بر ساعت) | ۱۷۸                 |
| 1.8i | I4    | 1749 cc | ۱۱۶ اسب بخار (۸۷ کیلووات) at 5,500 rpm  | ۱۶۰ نیوتن متر (۱۲۰ پوند نیرو-فوت) at 4,000 rpm | 12.2 s                                    | ۱۲۰ مایل بر ساعت (۱۹۰ کیلومتر بر ساعت) | ۱۸۷                 |
| 2.0i | I4    | 1997 cc | ۱۳۶ اسب بخار (۱۰۱ کیلووات) at 6,000 rpm | ۱۹۱ نیوتن متر (۱۴۱ پوند نیرو-فوت) at 4,100 rpm | 10.9 s                                    | ۱۱۹ مایل بر ساعت (۱۹۲ کیلومتر بر ساعت) | ۲۰۷                 |

| کد      | موتور | حجم     | قدرت                                   | توان                                           | ۰–۱۰۰ کیلومتر بر ساعت (۰–۶۲ مایل بر ساعت) | نهایت سرعت                             | CO2 emission (g/km) |
| ------- | ----- | ------- | -------------------------------------- | ---------------------------------------------- | ----------------------------------------- | -------------------------------------- | ------------------- |
| 1.6 HDi | I4    | 1560 cc | ۱۰۹ اسب بخار (۸۱ کیلووات) at 4,000 rpm | ۲۴۰ نیوتن متر (۱۸۰ پوند نیرو-فوت) at 1,750 rpm | 11.9 s                                    | ۱۸۲ کیلومتر بر ساعت (۱۱۳ مایل بر ساعت) | ۱۳۱                 |
| 2.0 HDi | I4    | 1997 cc | ۹۰ اسب بخار (۶۷ کیلووات) at 4,000 rpm  | ۲۰۵ نیوتن متر (۱۵۱ پوند نیرو-فوت) at 1,900 rpm | 14.5 s                                    | ۱۷۴ کیلومتر بر ساعت (۱۰۸ مایل بر ساعت) | ۱۴۷                 |